# Georg Carl August du Plat
Georg Carl August du Plat, auch Charles du Plat (* 30. März 1770 in Hannover; † 21. Juni 1815 in Brüssel) war ein königlich hannoverscher und königlich britischer Oberst und Kommandeur der 1. Brigade der King’s German Legion in der Schlacht bei Waterloo.

## Leben
Er entstammte dem französischen Adelsgeschlecht du Plat, dessen erster Vertreter in Deutschland Pierre Joseph du Plat (1657–1709) war, Stammvater der hannoverschen Linie. Nachkommen dieser deutschen Linie traten später in königlich dänische und britische Dienste. Er war der Sohn des kurhannoverschen Generalleutnants Georg Josua du Plat (1722–1795) und dessen zweiter Ehefrau Bernhardine von Derenthall (1749–1782). Er wurde in der Kirche St. Clemens zu Hannover getauft.

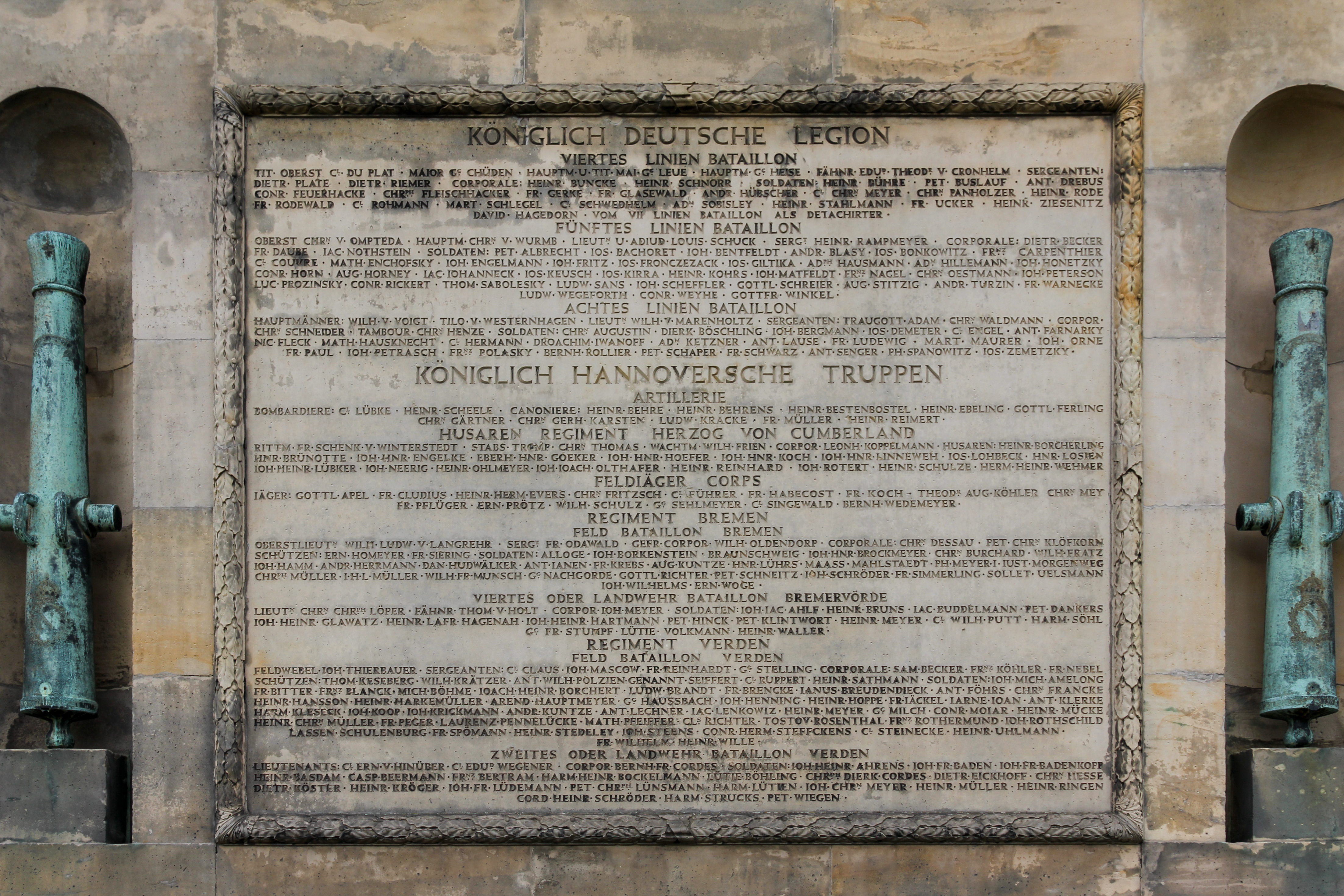
Gedenktafel an der Waterloosäule in Hannover mit der Überschrift „Königlich Deutsche Legion / Viertes Linien Bataillon“, gefolgt an erster Stelle mit dem französischen Namen des Titular Oberst Charles du Plat

Im Jahr 1788 hatte Plat den Rang eines kurhannoverschen Fähnrichs und besaß bereits eine Sammlung militärischer Bücher. Dann war er Kapitän im 1. Infanterie-Regiment. Sofort nach dessen Gründung wechselte er 1803 in englischen Kriegsdienst in die aus Deutschen bestehende King’s German Legion, war 1804 Major im 4. Linien-Bataillon und wurde in diesem Bataillon 1807 zum Lieutenant Colonel befördert. Im Jahr 1812 wurde er zugleich in die britische Armee übernommen und 1813 zum Brevet-Colonel befördert. Im Jahr 1805 war er in Hannover stationiert, 1807 im Baltikum und von 1808 bis 1812 auf Sizilien. Im spanischen Unabhängigkeitskrieg (engl.: Peninsular War) war Plat von 1812 bis 1814 mit seinem Regiment an der spanischen Ostküste stationiert. In den Jahren 1814 bis 1815 war er als Kommandeur zur 3. Brigade der King’s German Legion in die Niederlande abkommandiert und zuletzt 1815 zur 1. KGL-Brigade (1.–4. Linien-Bataillon; insgesamt 1758 Mann) nach Frankreich und Flandern. Die Brigade gehörte zum 2. britischen alliierten Armeekorps unter dem Kommando von Generalleutnant Rowland Hill.
Als deren Kommandeur nahm er an der Schlacht bei Waterloo teil. Während der Schlacht versammelten sich zwischen dem Gehöft Hougoumont und dem Gutshof La Haye Sainte etwa 12.000 französische Reiter, die versuchten, in die von den Alliierten gebildeten Karrees einzubrechen. Die Legionsbrigade du Plat wurde in die erste Linie beordert und musste auf ihrem Weg dorthin mehrfach Karrees bilden. Bei starkem Feuer aus Hougeoumont wurde der Brigadekommandeur Carl du Plat schwer verwundet. Er starb drei Tage später am 21. Juni 1815. Im Juni 1815 war er Vorsitzender eines General-Kriegsgerichts, das über Deserteure zu urteilen hatte. Er soll ein sehr besonnener Offizier gewesen sein.
Plat heiratete am 30. Dezember 1792 in der Garnisonkirche zu Lüneburg Karoline Gräfin Taube von Kudding (* 15. Januar 1773 in Hannover; † 27. November 1837 in Stuttgart), Tochter des schwedischen Generalleutnants Jakob Johann Graf Taube von Kudding und der Hippolite Eleonore Freifrau von Albedyll. Nach elfjähriger Ehe wurde er 1803 in Hannover von ihr wieder geschieden. Das Ehepaar hatte drei Töchter und zwei Söhne, den älteren und später britischen Generalmajor Gustav du Plat (1796–1854) sowie den königlich hannoverschen Titular-Major der Artillerie Carl du Plat (1800–1837), der in griechischem Kriegsdienst bei Nauplia fiel.